# Bleggio Inferiore
Bleggio Inferiore é uma comuna italiana da região do Trentino-Alto Ádige, província de Trento, com cerca de 1.084 habitantes. Estende-se por uma área de 26 km², tendo uma densidade populacional de 42 hab/km². Faz fronteira com Ragoli, Giustino, Massimeno, San Lorenzo in Banale, Bocenago, Stenico, Dorsino, Lomaso, Tione di Trento, Bleggio Superiore, Fiavè.